# Chanoz-Châtenay
Chanoz-Châtenay är en kommun i departementet Ain i regionen Auvergne-Rhône-Alpes i östra Frankrike. Kommunen ligger  i kantonen Châtillon-sur-Chalaronne som ligger i arrondissementet Bourg-en-Bresse. Kommunens areal är 13,42 km². År 2022 hade Chanoz-Châtenay 943 invånare.

## Befolkningsutveckling
Antalet invånare i kommunen Chanoz-Châtenay
Referens: INSEE